# Platygaster actinomeridis
Platygaster actinomeridis är en stekelart som först beskrevs av William Harris Ashmead 1893.  Platygaster actinomeridis ingår i släktet Platygaster och familjen gallmyggesteklar. Inga underarter finns listade i Catalogue of Life.